# Cellaria fistulosa
Cellaria fistulosa är en mossdjursart som först beskrevs av Carl von Linné den yngre 1758.  Cellaria fistulosa ingår i släktet Cellaria och familjen Cellariidae. Inga underarter finns listade i Catalogue of Life.